# Mahbes
Mahbes (àrab: المحبس, al-Maḥbas; amazic estàndard marroquí: ⵍⵎⵃⴱⵙ, Lmḥbs) és una comuna rural del Sàhara Occidental ocupada pel Marroc, qui l'ha integrada en la província d'Assa-Zag, a la regió de Guelmim-Oued Noun. Segons el cens de 2014 tenia una població total de 4.208 persones També forma una daira a la wilaya de Smara, a la República Àrab Saharaui Democràtica. És a una alçada de 525 metres i pertany a la província Es Semara. Al sud d'aquesta dahira hi ha el mur marroquí, que intenta impedir les incursions dels membres del Front Polisario en la part controlada pel Marroc. Mahbes està agermanada amb Igualada i Sant Celoni.

## Agermanaments[calcitació]
- Igualada
- Sant Celoni
- Noia
- San Casciano in Val di Pesa